# مدولا
برای مدولا در کالبدشناسی به بصل النخاع رجوع کنید.
مدولا (به ایتالیایی: Medolla) یک کومونه در ایتالیا است که در استان مودنا واقع شده‌است.

## خصوصیات
مدولا ۲۶٫۸ کیلومترمربع مساحت و ۵٬۹۰۱ نفر جمعیت دارد و ۲۲ متر بالاتر از سطح دریا واقع شده‌است.